# Ike Turner
Ike Turner, właśc. Izear Luster Turner, Jr. (ur. 5 listopada 1931 w Clarksdale, zm. 12 grudnia 2007 w San Marcos) – amerykański muzyk, producent i poszukiwacz talentów, znany głównie ze współpracy ze swoją żoną Tiną Turner.
Uhonorowany wprowadzeniem do Rock and Roll Hall of Fame w 1991, a w 2001 wprowadzony do St. Louis Walk of Fame. W 2003 został sklasyfikowany na 61. miejscu listy 100 najlepszych gitarzystów wszech czasów magazynu Rolling Stone.

## Życiorys

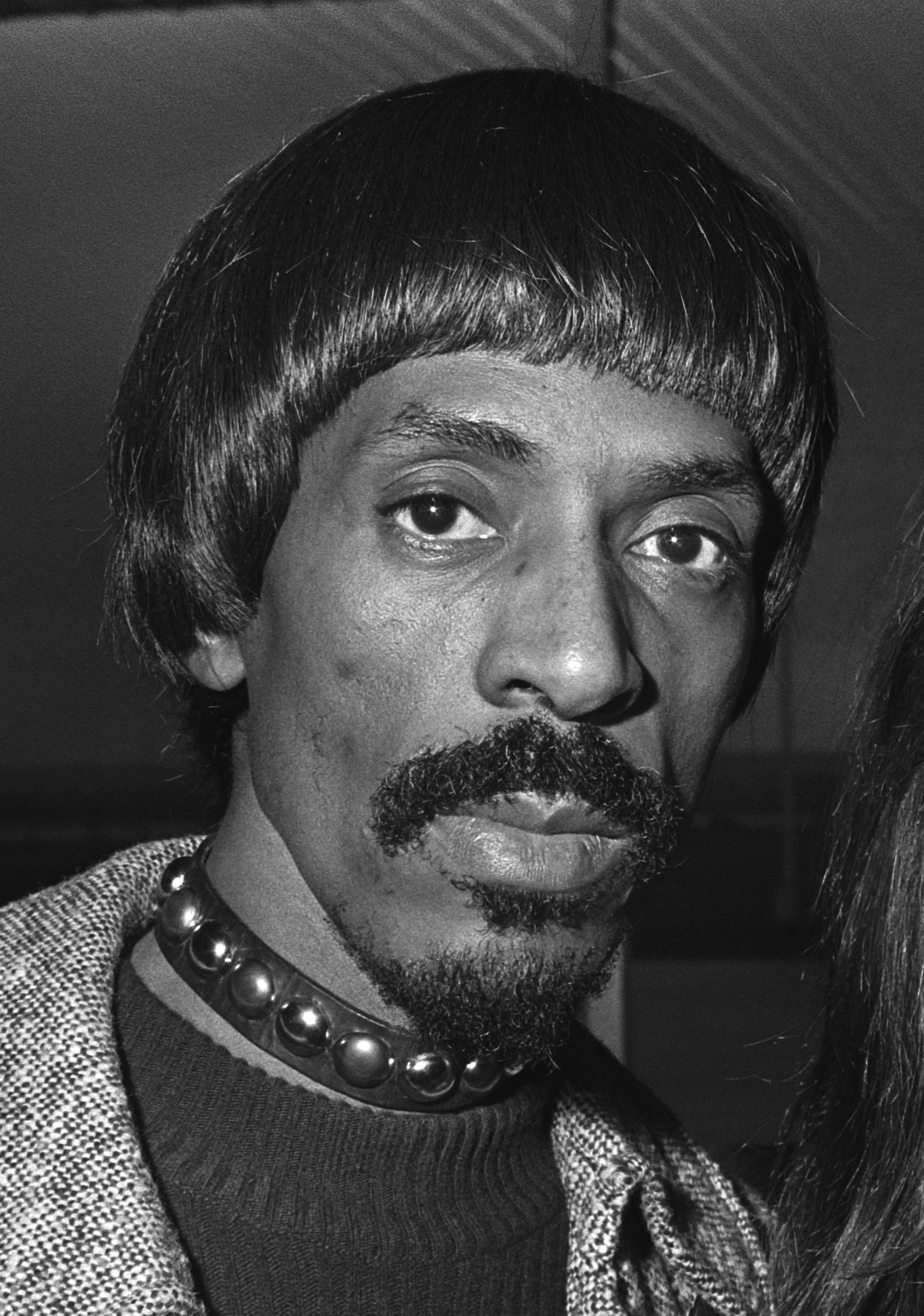
Ike Turner (1971)

Urodził się w Clarksdale w Stanach Zjednoczonych. Swoją karierę muzyczną rozpoczął wraz ze swoim nauczycielem gry na pianinie Pinetop Perkinsem, który nauczył go grać boogie-woogie przekształconego z czasem w rock and roll. Jego nagranie z 1951 roku „Rocket 88” jest jednym z pierwszych utworów popularnych wykorzystujących back beat oraz połączenie gitary elektrycznej z saksofonem. Choć całość wykonywał Ike Turner z Kings of Rhythm, piosenka ukazała się pod autorstwem Jackie Brenstona i jego zespołu Delta Cats.
Odkrył wiele talentów. Sam zaś nagrywał z pionierami bluesa, takimi jak Howlin’ Wolf, Robert Nighthawk, Sonny Boy Williamson II, Elmore James czy Otis Rush. Wpłynął on również znacznie na rozwój klasycznej muzyki soul, występując wraz ze swoją żoną (talentem odkrytym również przez niego) Tiną Turner w zespole Ike and Tina Turner Revue. W zespole występowali też: Edward Burks (puzon), Warren Dawson (gitara basowa), Mackinley Johnson (trąbka), Soko Richardson (perkusja) i Claude „Fiddler” Williams (skrzypce). Krótko występował z nimi także (jako sideman) Jimi Hendrix.
Był wielokrotnie nagradzany i nominowany, m.in. do Nagrody Grammy w 2001. Zagrał również w kilku filmach i serialach. W 2001 wydał autobiografię pt. Takin' Back My Name. Otrzymał nagrodę Grammy za album Risin’ with the Blues.

## Życie prywatne
Miał troje dzieci, synów Ike’a juniora i Michaela ze związku z Lorraine Taylor oraz syna Ronniego z małżeństwa z Tiną Turner. Jego małżeństwo z Tiną Turner zakończyło się po 16 latach, w 1978. Piosenkarka rozwiodła się z nim ze względu na jego agresywne, brutalne zachowanie i uzależnienie od alkoholu i narkotyków, ale także jawne romanse męża z innymi kobietami.
Zmarł w swoim domu w San Marcos koło San Diego (Kalifornia), w czasie snu 12 grudnia 2007 w wieku 76 lat. Prokuratura w San Diego poinformowała, iż Ike Turner zmarł z powodu przedawkowania kokainy.